# Мур, Роджер
Сэр Роджер Джордж Мур (англ. Sir Roger George Moore; 14 октября 1927, Ламбет, Большой Лондон, Англия, Великобритания — 23 мая 2017, Кран-Монтана, Вале, Швейцария) — британский киноактёр, сценарист, продюсер. Наиболее известен благодаря исполнению роли Джеймса Бонда.

## Молодость
Мур родился в Стокуэлле, Лондон (сам Мур иногда, в интервью, называл место Сент-Оквел). Единственный ребёнок в семье. Отец, Джордж Мур — полицейский. Мать, Лилиан «Лилия», урождённая Поуп (Pope) — домохозяйка. Поступил в гимназию Battersea, но был эвакуирован в Holsworthy Девон во время Второй мировой войны, продолжил образование в гимназии доктора Чаллонера. Затем учился в колледже преподобного Беды в университете Дарем, но не окончил и его. По достижении 18 лет, вскоре после окончания войны, Мур был призван в национальную армию. Окончил службу в чине капитана. По его собственному утверждению, его увольнение из армии объясняется тем, что он внешне не подходил под стереотип офицера и не имел выдающихся способностей и лидерских навыков. Мур служил в специальном корпусе Королевской армии, был командиром небольшого депо в Западной Германии. Позднее был переведён в отделение развлечений, а непосредственно перед окончанием службы был переведён в RADA (Королевская академия драматического искусства). Этот перевод был инициирован режиссёром Брайаном Десмондом Херстом, который впоследствии пригласил Мура в качестве актёра в его фильме «Тротти Тру» (Trottie True). Мур был одноклассником по RADA со своей будущей коллегой по нескольким сериям «Бондианы», Лоис Максвелл. Кстати, эта актриса играла роль мисс Манипенни дольше всех, вплоть до 1985 года. Молодой Мур впервые появился в кино в конце 1940-х годов в качестве статиста. В детстве лучшим актёром Мур считал актёра Стюарта Грейнджера. В 17 лет Мур появился в эпизодической роли в фильме «Цезарь и Клеопатра» (1945), где встретился со своим кумиром на съёмочной площадке. Позднее Мур работал с Грейнджером в фильме «Дикие гуси».

## Карьера

### Ранние работы (1946—1959)
В начале 1950-х Мур работал в качестве модели для печатной рекламы трикотажа (что принесло ему забавное прозвище «Большие рейтузы» (The big knit)). Также он рекламировал широкий спектр других продуктов, таких, например, как зубная паста. Многие критики считают, что именно так Мур смог утвердиться в качестве актёра. Его наиболее известное появление на экране состоялось 27 мая 1950 года в пилотном номере программы «Гостиная детектива».
Хотя Мур выиграл контракт с MGM в 1950-х, фильмы с его участием не оказались успешными. Как он шутил, «в MGM (кинокомпании), RGM (Роджер Джордж Мур) оказался NBG (not bloody good — не сильно хорошим)». Его роль в фильме «Чудо» для Warner Bros. была отклонена Дирком Богардом.
В конечном итоге Мур сделал себе имя на телевидении. Он был героем в сериале «Айвенго» — очень вольной интерпретации романтического романа Вальтера Скотта, а также появился в серии «Аляски», играл в «Мэверик» английского двоюродного брата Бретта Маверика (которого играл Джеймс Гарнер).

### «Святой» (1960—1969)
Всемирную славу Роджеру Муру принесла роль Саймона Темплара в адаптации, основанной на романах Лесли Чартериса. В одном из интервью, в 1963 году, Мур заявил, что он хотел бы купить права у Лесли Чартериса и его торговые марки, но у него недостаточно денег. Он также пошутил, что роль предназначалась для Шона Коннери, но тому не смогли дозвониться по телефону.
Телесериал «Святой», пройдя в Великобритании, был куплен для показа в США, а затем уже получил мировую славу, войдя в десятку самых популярных картин. Именно при работе над этим фильмом Мур приобретает стиль, использованный им в роли Бонда. Мур также дает согласие сниматься в продолжении этого сериала. Эти несколько серий были переведены в цвет в 1967 году.
Стартовав в 1961 году, «Святой», в итоге, получил объём в 6 сезонов и 188 эпизодов, что делает его, наравне с сериалом «Мстители» (The Avengers), одним из самых длинных за всю историю британского телевидения.

### После «Святого» (1969—1973)
У режиссёра Бэзила Дирдена сыграл в фильме «Человек, который ловил самого себя» (1970). Став режиссёром пилотной серии сериала «Мастера уговоров» («The Persuaders!»; в российском прокате «Сыщики-любители экстра-класса»), Дирден пригласил актёра на исполнение одной из двух главных ролей. Телевидение вновь сделало Мура звездой, на сей раз в компании с Тони Кёртисом. Сюжет детективного сериала — приключения двух миллионеров-плейбоев по всей Европе. Именно за роль в этом фильме Муру была уплачена неслыханная сумма в один миллион фунтов стерлингов за одну серию, что сделало его самым высокооплачиваемым актёром телевидения в мире. Однако Лью Грейд утверждает в автобиографии, что Мур и Кертис «не ладили». Кертис отказывался тратить больше времени на репетиции, чем это было строго необходимо, а Мур всегда был готов работать сверхурочно.
Сериал провалился в США, но получил признание в Австралии и Европе.

### Роль Джеймса Бонда (1973—1985)
Есть много апокрифических историй о том, когда именно Мур был впервые назван в качестве возможного кандидата на роль Джеймса Бонда. Некоторые источники, в частности продюсер Альберт Р. Брокколи, в автобиографии «Когда тает снег», говорят, что Мура на эту роль предлагал сам автор книг о Джеймсе Бонде, Ян Флеминг. В книге Альберт Р. Брокколи утверждает, что Флемингу понравилась роль Мура в «Святом» и он сразу предложил Мура на главную роль в первом фильме «Бондианы», «Доктор Но». Однако первая серия «Святого» была показана в Британии 4 октября 1962 — за один день до премьеры фильма «Доктор Но».
Достоверно известно, что публично Мур не был связан с ролью агента 007 до 1967 года, когда Гарри Зальцман впервые сказал, что он — тот, кто подходит на роль Бонда. Тогда Зальцман выражал опасения, что популярность Мура в роли Саймона Темплара в фильме «Святой» может помешать воспринимать его как Агента 007. Тем не менее, Мур был окончательно утвержден на роль Джеймса Бонда в «Живи и дай умереть» (1973). Это вызвало значительное удивление, поскольку Мур был представлен публике как новый Бонд в конце 1972 года. А тогда ему было уже 45, то есть он был на пять лет старше, чем Шон Коннери во время съемок «Бриллианты навсегда» (1971).

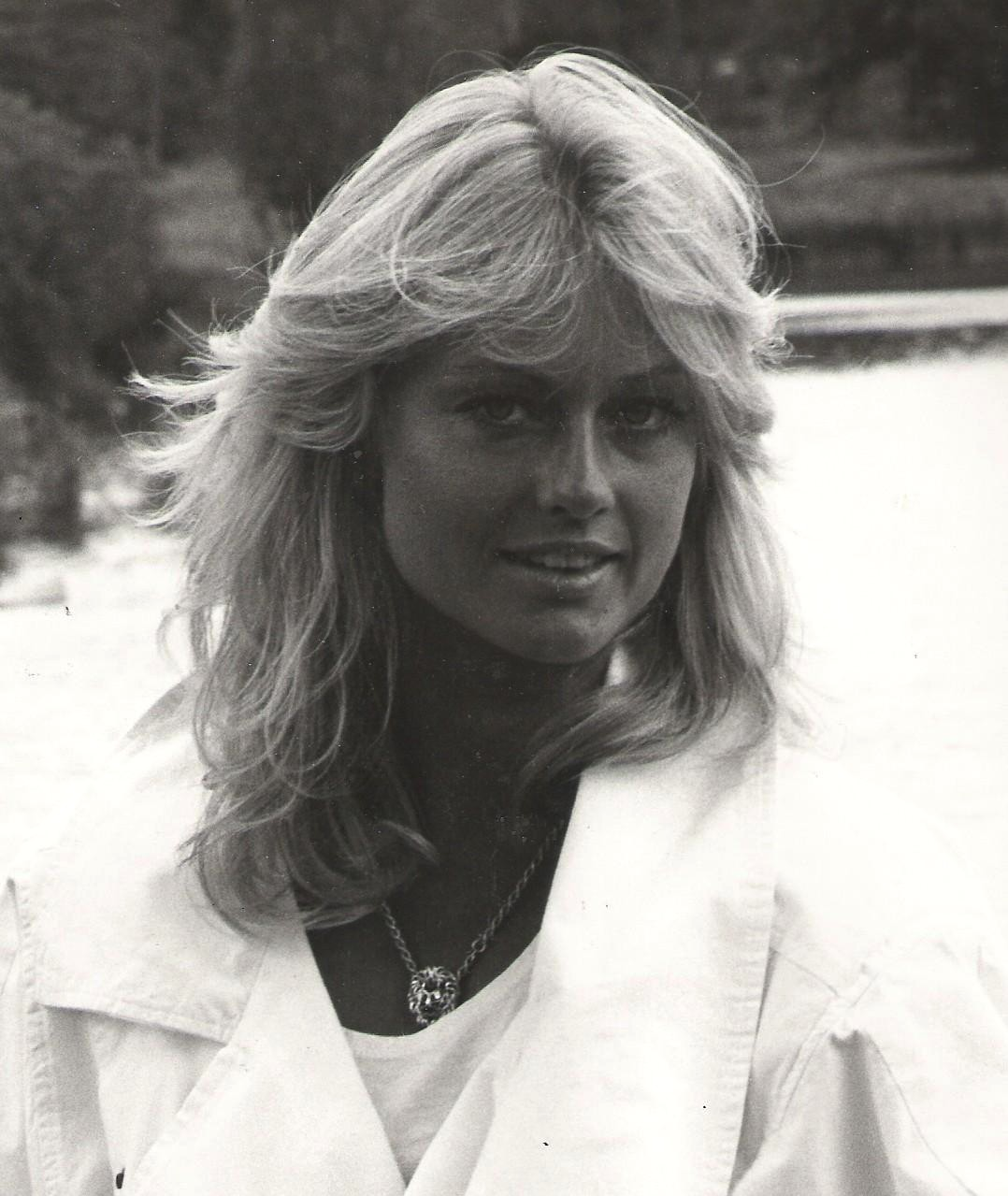
Мари Стэвин

Двенадцать лет в роли Джеймса Бонда принесли ему достаточно популярности (и доверия) среди любителей детективной фантастики. Он заработал признание многих поклонников Бонда, несмотря на неизбежное сравнение с Шоном Коннери. Мур сыграл Бонда в фильмах «Живи и дай умереть» (1973), «Человек с золотым пистолетом» (1974), «Шпион, который меня любил» (1977), «Лунный гонщик» (1979), «Только для твоих глаз» (1981), «Осьминожка» (1983) и «Вид на убийство» (1985). Последние два фильма он играл с Мисс Мира шведкой Мэри Анн-Катрин Ставин; позже он написал в своей автобиографии, что «уплыть на борту подводной лодки с Мэри Стэвин, должно быть, мечта многих мужчин».
Начав играть Бонда в 1973 и закончив в 1985 году, Роджер Мур до 2021 года являлся самым «долгоиграющим» Бондом. В 2021 после выхода фильма «Не время умирать» самым долгоиграющим стал актёр Дэниел Крейг, игравший Бонда 15 лет в 2006—2021 годах.
Однако по числу фильмов о Бонде, Роджер Мур остаётся рекордсменом, сыграв в 7 официальных фильмах о Бонде. Шон Коннери также сыграл Бонда 7 раз, но фильм «Никогда не говори «никогда»» не является официальным. Крейг сыграл Бонда 5 раз.
Роджер Мур — единственный из всех Бондов, который никогда не ездил в кадре на Aston Martin, и единственный из всех Бондов, получивший по сценарию фильма орден Ленина.

### Работа после Бонда (с 1985 до кончины)
После съёмок в бондиане Роджер Мур продолжал работать в кино. Но больше ни разу его роли не получали большого признания публики.
Мур подтвердил, что он полностью ушёл с экрана, в статье для журнала «Sunday Telegraph» в апреле 2009 года. В рекламном ролике Олимпиады 2012 в Лондоне Мур вновь сыграл Джеймса Бонда. На экране он появился рядом с Самантой Бонд, которая играла мисс Манипенни в фильмах о Бонде в эпоху Пирса Броснана. Он также регулярно появлялся на ток-шоу, главным образом в целях содействия работе в «ЮНИСЕФ».
В марте 2010 года Роджер Мур посетил Москву в качестве посла доброй воли детского фонда ООН «ЮНИСЕФ».

## Благотворительная работа
В 1983 году его жизнь изменилась, когда на съемках своего шестого фильма в роли Джеймса Бонда в Индии он был потрясён бедностью в этой огромной стране. Мур заинтересовался странами Третьего мира. Его друг Одри Хепбёрн впечатлила Мура своей работой для ЮНИСЕФ. Сам Роджер Мур стал Послом доброй воли ЮНИСЕФ в 1991 году. Он озвучил «Санту» в мультфильме ЮНИСЕФ «Муха, которая меня любит».
За благотворительную работу Роджер Мур в 1999 году награждён орденом Британской империи (степени командор; CBE), а 4 июня 2003 года — степени рыцарь-командор (KBE; с присвоением титула сэр).
Причисление к рыцарству стало для Роджера Мура ответом на нападки критиков. По его собственным словам, эта награда — самая дорогая для него, поскольку это оценка его более чем десятилетней работы в ЮНИСЕФ.
В 2010 году сэр Роджер Мур, выполняя миссию посла Доброй воли ЮНИСЕФ, впервые посетил Казахстан, воспользовавшись почётным приглашением на II Благотворительный Бал в Алма-Ате.

## Личная жизнь
Жёны Роджера Мура:
- Дорн ван Штейн (Doorn van Steyn; 1946—1953)
- Дороти Сквайрс (Dorothy Squires; 1953—1968)
- Луиза Маттиоли (Luisa Mattioli; 1969—1996)
- Кристина Толструп (Kristina Tholstrup; с 2002 до его кончины)

Мур оставил свою первую жену, спортсменку-конькобежку Дорн Ван Штейн, ради певицы Дороти Сквайрс, которая была на несколько лет старше его, но была в то время значительно более знаменита, чем он. В течение короткого времени они жили вместе в Дафене, Лланелли, Южный Уэльс.
В свою очередь, во время съемок в Италии в 1961 году он бросил Сквайрс (которая подала на него в суд с требованием восстановить её супружеские права) ради итальянской актрисы Луизы Маттиоли. Он жил с Маттиоли до свадьбы в 1969 году, когда Сквайрс наконец дала Муру развод.
Мур имеет дочь и двоих сыновей от Маттиоли. Дочь Дебора Мур (родилась в 1963 году) — британская актриса с обширной фильмографией, чьи работы включают роли (преимущественно эпизодические, или второго плана) в фильмах «Чаплин», «Джеймс Бонд: Умри, но не сейчас», сериалах «Шерлок», «Рим», «Квантовый скачок». Сын Джеффри Мур (родился в 1966 году) — актёр и продюсер, владеет рестораном в Лондоне. Профессиональная деятельность младшего сына от этого брака, Кристофера Мура (родился в 1973 году), также связана с кинематографом и телевидением, преимущественно в роли продюсера.
Этот брак неожиданно закончился в 1993 году. На этот раз Мур женился на своей соседке по Лазурному берегу, датско-шведской мультимиллионерше Кристине «Кики» Толструп.
Мур жил в Королевском Танбридж Уэльс в течение определённого периода, после раннего успеха в «Святом», затем переехал в Суррей, а затем в Голливуд.
Во время съемок в фильме «Шпион, который меня любил» игравший злодея Курд Юргенс сделал предложение Муру пожить в его доме в Гштаадте (Gstaad). Этим домом Мур пользовался, когда катался на лыжах.
Когда он женился на Кики Толстрап, он обычно проводил зиму в Гштаадте, а лето — в своей квартире в Монако. После 15 лет в Гштаадте он проводил зиму в своем шале в Кран-Монтана, Вале (Crans-Montana, Valais).
Роджер Мур скончался 23 мая 2017 года в Швейцарии в результате онкологического заболевания.
Согласно завещанию, похоронен в Монако.

## Избранная фильмография
| Год       |   | Русское название                                                             | Оригинальное название                                   | Роль                                    |
| --------- | - | ---------------------------------------------------------------------------- | ------------------------------------------------------- | --------------------------------------- |
| 1945      | ф | Цезарь и Клеопатра                                                           | Caesar and Cleopatra                                    | римский солдат                          |
| 1949      | ф | Тротти Тру                                                                   | Trottie True                                            | сценический выход Джонни                |
| 1954      | ф | Последний раз, когда я видел Париж                                           | The Last Time I Saw Paris                               | Пол Лэйн                                |
| 1956      | ф | Диана                                                                        | Diane                                                   | Его высочество Генрих                   |
| 1959      | ф | Альфред Хичкок представляет                                                  | Alfred Hitchcock Presents                               | инспектор Бенсон                        |
| 1961      | ф | Похищение сабинянок                                                          | Rape of de sabines                                      | Рем и Ромул                             |
| 1959—1962 | с | Мэверик                                                                      | Maverick (TV series)                                    | Beau Maverick                           |
| 1962—1969 | с | Святой                                                                       | The Saint (TV series)                                   | Симон Темплар                           |
| 1972      | ф | Миссия в Монте-Карло/Сыщики-любители экстра класса/Мастера уговоров          | The Persuaders                                          | лорд Бретт Синклар                      |
| 1973      | ф | Живи и дай умереть                                                           | Live and Let Die                                        | Джеймс Бонд                             |
| 1974      | ф | Человек с золотым пистолетом                                                 | The Man with the Golden Gun                             | Джеймс Бонд                             |
| 1976      | ф | Шерлок Холмс в Нью-Йорке                                                     | Sherlock Holmes in New York                             | Шерлок Холмс                            |
| 1977      | ф | Шпион, который меня любил                                                    | The Spy Who Loved Me                                    | Джеймс Бонд                             |
| 1978      | ф | Дикие гуси                                                                   | The Wild Geese                                          | лейтенант Шон Финн                      |
| 1979      | ф | Бегство к Афине                                                              | Escape To Athena                                        | майор Отто Хехт                         |
| 1979      | ф | Захват в Северном море                                                       | North Sea Hijack                                        | Руфус Экскалибур ффолкс                 |
| 1979      | ф | Лунный гонщик                                                                | Moonraker                                               | Джеймс Бонд                             |
| 1980      | ф | Морские волки                                                                | The Sea Wolves                                          | капитан Гэвин Стюарт                    |
| 1980      | ф | Воскресные любовники                                                         | Les seducteurs                                          | Гарри Линдон                            |
| 1981      | ф | Гонки «Пушечное ядро»                                                        | The Cannonball Run                                      | Сеймор Голдфэрб                         |
| 1981      | ф | Только для ваших глаз                                                        | For Your Eyes Only                                      | Джеймс Бонд                             |
| 1983      | ф | Осьминожка                                                                   | Octopussy                                               | Джеймс Бонд                             |
| 1983      | ф | Проклятие Розовой Пантеры                                                    | Curse Of The Pink Panther                               | инспектор Клузо                         |
| 1984      | ф | Лицо без маски                                                               | The Naked Face                                          | доктор Джадд Стивенс                    |
| 1985      | ф | Вид на убийство                                                              | A View to a Kill                                        | Джеймс Бонд                             |
| 1990      | ф | В яблочко!                                                                   | Bullseye!                                               | Гарольд Брэдли-Смит / Сэр Джон Бэвисток |
| 1990      | ф | Огонь, лёд и динамит                                                         | Feuer, Eis und Dynamit                                  | Сэр Джордж                              |
| 1991      | ф | Комната с завтраком                                                          | Bed & Breakfast                                         | Адам                                    |
| 1994      | ф | Человек, который отказывался умирать                                         | The Man Who Wouldn't Die                                | Томас Грэйс                             |
| 1996      | ф | В поисках приключений                                                        | The Quest                                               | лорд Эдгар Доббс                        |
| 1997      | ф | Святой                                                                       | The Saint                                               | голос по радио                          |
| 1997      | ф | Спайс Уорлд                                                                  | Spice World                                             | шеф                                     |
| 2002      | ф | Шпионка                                                                      | Alias                                                   | Эдвард Пул                              |
| 2002      | ф | Морское приключение                                                          | Boat Trip                                               | Ллойд Фавершем                          |
| 2010      | ф | Кошки против собак: Месть Китти Галор                                        | Cats & Dogs: The Revenge of Kitty Galore                | Tab Lazenby                             |
| 2011      | ф | Принцесса на Рождество                                                       | Princess for Christmas                                  | Эдвард Дюк                              |
| 2011      | ф | Официальный рекламный фильм Лондонских Олимпийских игр 2012. Спорт в сердце. | The Official London 2012 Olympics Film.'Sport At Heart' | Джеймс Бонд                             |

## Гонорары[10][11]
| год  | фильм                                                      | роль        | гонорар                                    |
| ---- | ---------------------------------------------------------- | ----------- | ------------------------------------------ |
| 1973 | Живи и дай умереть / Live and Let Die                      | Джеймс Бонд | 1 000 000 $                                |
| 1974 | Человек с золотым пистолетом / The Man with the Golden Gun | Джеймс Бонд | 1 000 000 $                                |
| 1977 | Шпион, который меня любил / The Spy Who Loved Me           | Джеймс Бонд | 1 000 000 $                                |
| 1979 | Лунный странник / Moonraker                                | Джеймс Бонд | 4 000 000 $                                |
| 1981 | Только для твоих глаз / For Your Eyes Only                 | Джеймс Бонд | 4 600 000 $ (3 000 000 $ + 5 % от прибыли) |
| 1983 | Осьминожка / Octopussy                                     | Джеймс Бонд | 5 200 000 $ (4 000 000 $ + 5 % от прибыли) |
| 1985 | Вид на убийство / A View to a Kill                         | Джеймс Бонд | 7 500 000 $ (5 000 000 $ + 5 % от прибыли) |